# Giulio Cesare Milani
Giulio Cesare Milani (1621 Bolonha - 1678) foi um pintor italiano do período barroco. Foi um aluno de Flaminio Torre cujo estilo foi um dos mais bem-sucedidos seguidores. Seus trabalhos são encontrados nas igrejas de Bolonha, sendo os mais notáveis:  "O casamento da Virgem" em São Giuseppe, "Santo Antônio de Padova" na igreja de Santa Maria do Costelo e "A sagrada família com São João" em Servi.